# Kostel svaté Maří Magdalény (Ledce)
Kostel svaté Máří Magdalény se nalézá na jihovýchodním okraji obce Ledce, vlevo u hlavní silnice do města Třebechovice pod Orebem v okrese Hradec Králové. Gotický kostel je chráněn jako kulturní památka ČR. Národní památkový ústav tento kostel uvádí v katalogu památek pod rejstříkovým číslem ÚSKP 36882/6-2323. Je filiálním kostelem farnosti Třebechovice pod Orebem v královéhradeckém vikariátu.

## Historie
Gotický kostel svaté Máří Magdalény byl postaven počátkem 15. století pravděpodobně Šárovci ze Šárova. Roku 1537 zde byl pochován pan Petr, rytíř Šárovec že Šarova a roku 1599 pan Jindřich, rytíř Šarovec za Šarova v Jeníkovicích a Kundraticích. Roku 1614 byl kostel stavebně upravován a v roce 1736 byla přistavěna kostelní předsíň. V oknech se částečně zachovaly malované erby Trčků z Lípy. V kostele je zajímavá zděná kazatelna či gotický dřevěný sloup.

## Popis

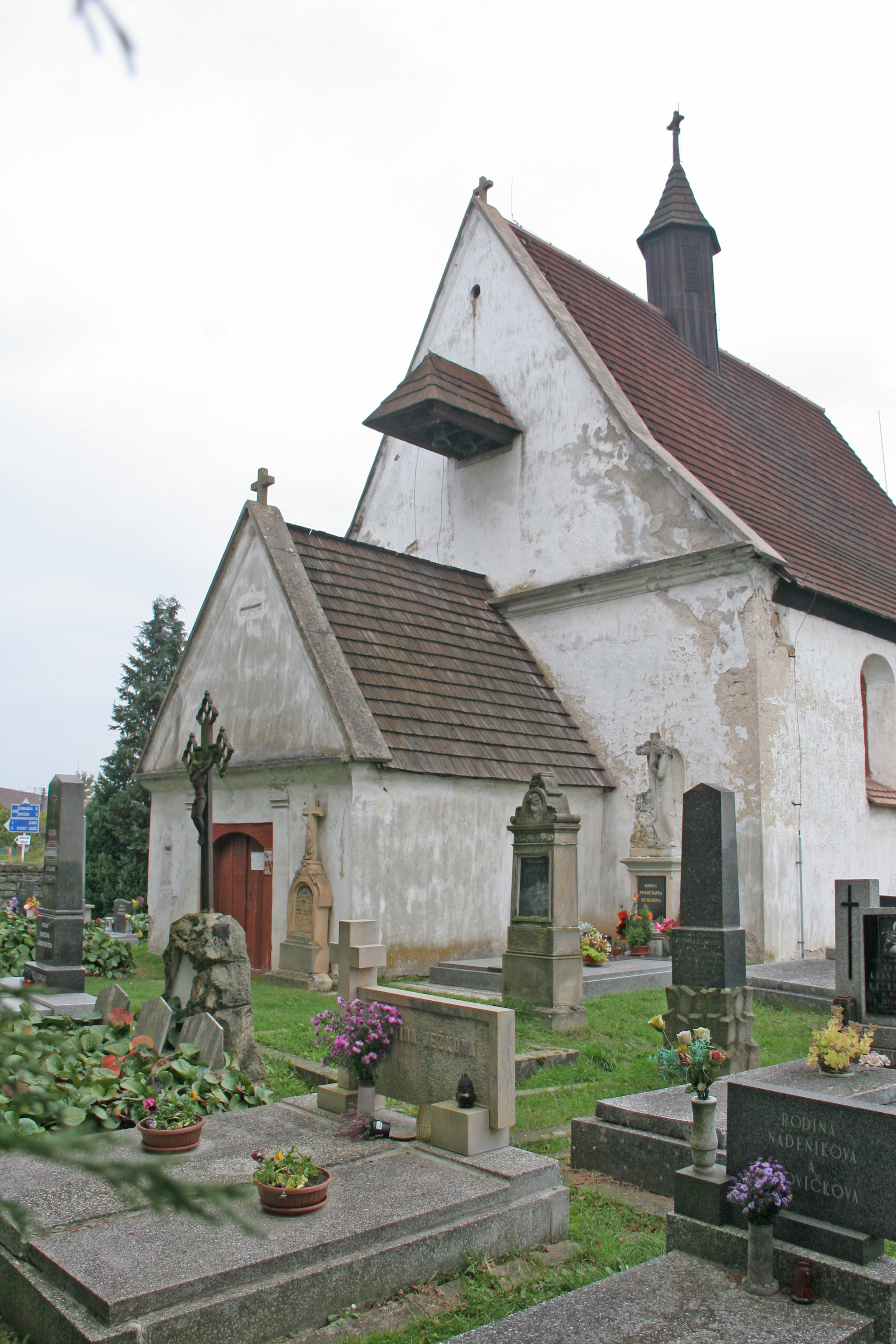
Západní průčelí kostela s předsíní a vysunutou zvonicí

Kostel je jednolodní orientovaná plochostropá stavba bez věže. K hlavní lodi obdélného půdorysu je na západě připojená nižší předsíň, na východě užší pětiboký presbytář se sakristií při severní straně. Střecha kostela je krytá šindelem, který je použit i na šestibokém sanktusníku vyrůstajícím z hřebene střechy hlavní lodi i na stříšce atypické zvonice, která na dvou vysunutých trámech předstupuje ze západního trojúhelného štítu lodi. Fasády jsou nečleněné, interiér kostela je osvětlen obdélnými půlkruhově uzavřenými okny.
Hlavní loď je 10,7 metrů dlouhá, 8,2 metry široká a 5 metrů vysoká, osvětlená dvěma páry oken po stranách, v západní části je dřevěná kruchta nesená dvěma sloupy, při severní straně je zděná kazatelna s půlkruhovým řečništěm. Od presbytáře je oddělená půlkruhově uzavřeným neprofilovaným triumfálním obloukem. Kněžiště je 7,4 metry dlouhé, 4,7 metrů široké a 4,8 metrů vysoké, s dřevěným stropem, osvětlené třemi okny. V jednom z oken je kruhový terč z roku 1614 s fragmenty dvou zmíněných malovaných erbů s písmeny I. R. T. a M. T. Z. L. (Jan Rudolf Trčka a Magdaléna Trčková z Lípy). Sakristie při evangelní straně je klenutá valeně. Pozdně rokokový hlavní oltář z doby kolem roku 1770 je zdoben obrazem svaté Maří Magdalény z téže doby. K další výzdobě interiéru patří socha svatého Jana Nepomuckého z třebechovického kostela z 19. století a obraz téhož světce rozdávajícího almužnu z 1. poloviny 18. století, v presbyteriu je obraz Smrti svatého Františka Xaverského z konce 18. století. Za postranním oltářem je zapuštěn pískovcový náhrobek z roku 1599 s obrazem rytíře, jenž v levici drží meč a v pravici přílbu. U jeho pravé nohy se nachází znak s klenotem a ve znaku krokvice Šárovců ze Šárova. V předsíňce leží menší deska z roku 1517 také s erbem pánů Šárovců za Šárova.
Kostel se nachází uprostřed hřbitova na kterém jsou i dva náhrobníky ze 16. století.